# Златовратский, Николай Николаевич
Никола́й Никола́евич Златовра́тский (14 [26] декабря 1845, Владимир — 10 [23] декабря 1911, Москва) — русский писатель

, прозаик и публицист, один из наиболее известных представителей «мужицкой беллетристики», в духе народничества идеализировавшей сельское общество. Во второй половине 1880-х годов подпал под влияние идей Л. Н. Толстого и увлёкся непротивленчеством (толстовством).

## Биография
Отец его, Николай Петрович, был письмоводителем канцелярии губернского предводителя дворянства; по образованию и происхождению, как и мать Мария Яковлевна (урождённая Чернышёва), принадлежал к духовному сословию. В конце 1850-х годов он, благодаря содействию предводителя, открыл публичную библиотеку. В её открытии сын, учившийся в то время в местной гимназии, оказывал ему серьёзную помощь. Отец Златовратского планировал издавать неофициальную газету «Владимирский вестник» (разрешения не последовало), в которой должен был принять участие Н. А. Добролюбов — товарищ по Педагогическому институту и друг одного из двух братьев отца Златовратского. Эти дядья, в связи с частыми и продолжительными поездками к деревенским родственникам, оказали решительное влияние на раннее пробуждение в Златовратском страстного интереса к народной жизни.
В гимназии Златовратский выпускал рукописный журнал, писал подражательные стихи, рассказы, пьесу «по Островскому». По окончании гимназии учился в Московском университете на историко-филологическом факультете (1864—1865), затем в Санкт-Петербургском технологическом институте (1865—1866). Однако закончить его Златовратскому не удалось — всё время приходилось тратить на тяжёлую борьбу с нуждой.
В 1866 году он случайно попал в корректоры «Сына Отечества». Это пробудило в нём страсть к литературной деятельности, которой он с увлечением предавался ещё в гимназии. Рассказ из народной жизни «Падёж скота» был принят в «Искру» В. С. Курочкина, и с тех пор Златовратский стал помещать такие же небольшие рассказы в «Будильнике», «Неделе», «Новостях». Впоследствии они составили книжку «Маленький Щедрин».
Редкий литературный заработок мало ослаблял нужду, которая привела к тяжёлой хронической болезни и заставила Златовратского уехать на родину. Здесь он несколько оправился и написал повесть «Крестьяне-присяжные», напечатанную в «Отечественных записках» в 1874 году. Повесть имела большой успех и сразу создала автору серьёзное литературное положение. Из позднейших произведений Златовратского наибольшее внимание обратили на себя тоже напечатанные в «Отечественных записках» обширная «история одной деревни» — «Устои» и очерки «Деревенские будни». Повести и рассказы Златовратского выходили отдельными книжками, а «Собрание сочинений» имело два издания — 1884—1889 и 1891 («Русская мысль»).
В 1909 году избран почётным академиком Петербургской академии наук. Похоронен в Москве на Ваганьковском кладбище (21 уч.).

## Творчество
После Глеба Успенского, Златовратский — наиболее известный из представителей «мужицкой беллетристики», заметно отличающейся от филантропически-народолюбивой беллетристики 1840-х и 1850-х. Оставляя в стороне вопрос о степени художественного дарования, нельзя не признать, что по приближению к живой действительности, по точному воспроизведению всех мелочей крестьянского быта, типы, картины и язык «мужицкой беллетристики» вообще, и Златовратский в частности, представляют несомненный шаг вперёд. Писатели 1840-х годов, задавшись целью отыскать в мужике человека, не всегда видели в нём мужика. То, что свойственно только крестьянину, в литературе прежнего времени отражения не находило. Так, например, как это особенно часто любит подчеркивать Златовратский, «художественная литература наша не дала ни одной мало-мальски типичной и яркой картины из области общинной жизни: мы не имеем ни общинных характеров, ни типичных сцен общинных сходов, судов, переделов — этих выразительнейших и характернейших картин народной жизни. Наши художники как-то ухитрялись изображать народ, отвлекая его совершенно от почвы, на которой он рождался, вырастал, действовал и умирал» («Деревенские будни»).
Ревностнее других своих товарищей по «мужицкой беллетристике», Златовратский старался о пополнении именно таких специально-мужицких сторон народной жизни. Его главные произведения — бесспорно ценное пособие для всестороннего понимания народных «устоев», по любимому термину его: это своего рода энциклопедия деревенской жизни, и притом будничной. Златовратский вводит читателя именно в те мелочи, которые многим наблюдателям кажутся слишком дробными и бесцветными, но гораздо больше характеризуют основной фон народной жизни, нежели всякие исключительные положения. Не всегда одинаково ярко, не раз даже очень «скучно» для специальных любителей «изящного чтения», но всегда добросовестно ищет Златовратский народные «устои» не только там, где они ясны и сразу бросаются в глаза наблюдателю, но и там, где их нужно отрыть в массе посторонних наслоений и подробностей «деревенских буден».
Литературные приёмы, при помощи которых Златовратский старается уловить народные «устои», трудно подвести под установившиеся литературные формы. Это очень своеобразная смесь беллетристики, этнографии и публицистики, а подчас даже статистики. Автор мало заботится о цельности впечатления; его занимает исключительно задача «уразуметь» и представить правду народной жизни. Но, при всём страстном желании сказать полную и всестороннюю правду о мужике, существеннейшей особенностью Златовратского остается значительная доля идеализации.
В этом отношении он составляет полную противоположность с самым даровитым из представителей «мужицкой беллетристики» — Глебом Успенским, который не останавливается перед тем, чтобы подчас сказать самую горькую правду о мужике. Идеализация Златовратского, впрочем, зависит не столько от того, что он закрывает глаза на несимпатичные стороны народной жизни, сколько от чрезмерного стремления во всякой мелочи крестьянского житья-бытья видеть глубокие, стихийные «устои». Оттого бесхитростный, серенький мужичок сплошь да рядом превращается у Златовратского в какого-то эпического Микулу Селяниновича, который часто даже говорит былинным складом и чуть ли не белыми стихами.

## Семья

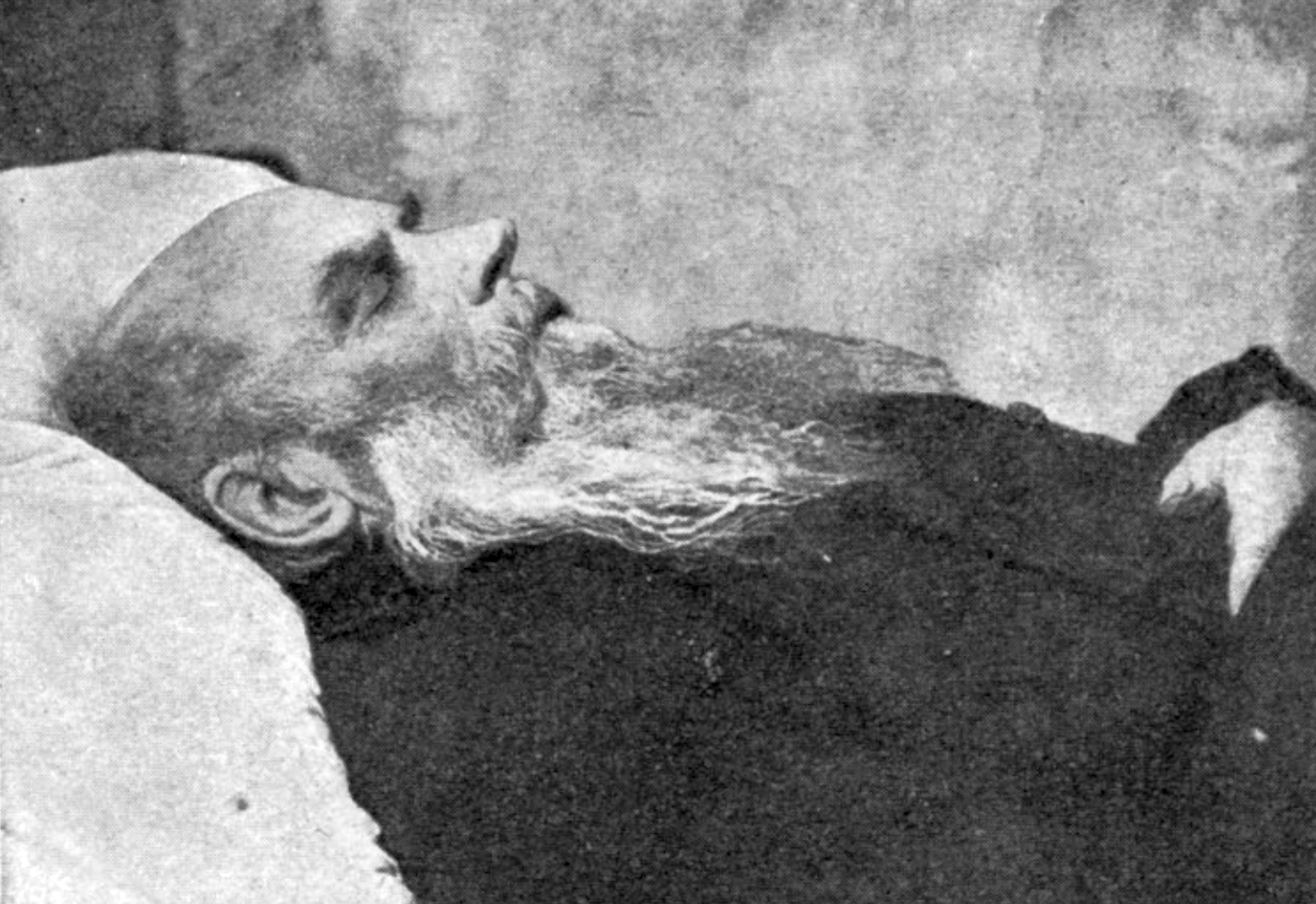
Н. Н. Златовратский на смертном одре

Жена — Стефания Августиновна Златовратская (Яновская) (1850—1936)
- Сын — Николай (1877—1933) — физик, профессор[6], один из основателей Туркестанского государственного университета.
- Сын — Александр Николаевич Златовратский (1878—1960) — скульптор.
- Дочь — Софья Николаевна Златовратская[7] (1879—1960) — детская писательница, мемуаристка, автор книг для детей «Катя Лесинцева», «Мишка корноухий», «У мишки в берлоге и другие рассказы».
- Дочь — Стефания Николаевна Сорокина (Златовратская) (1884—?).
  - Внучка — Стефания Алексеевна Кудрявцева (урождённая Сорокина; 1908—1990), советский агроном, общественный и политический деятель, поэт[7].
    - Правнуки — Вадим Павлович Кудрявцев, Алексей Павлович Кудрявцев, Ирина Павловна Кудрявцева, Нонна Павловна Кудрявцева, Александра Павловна Кудрявцева[7].
      - Прапраправнучка — Софья Сергеевна Лебедева (р. 1993), российская актриса[8].

## Память

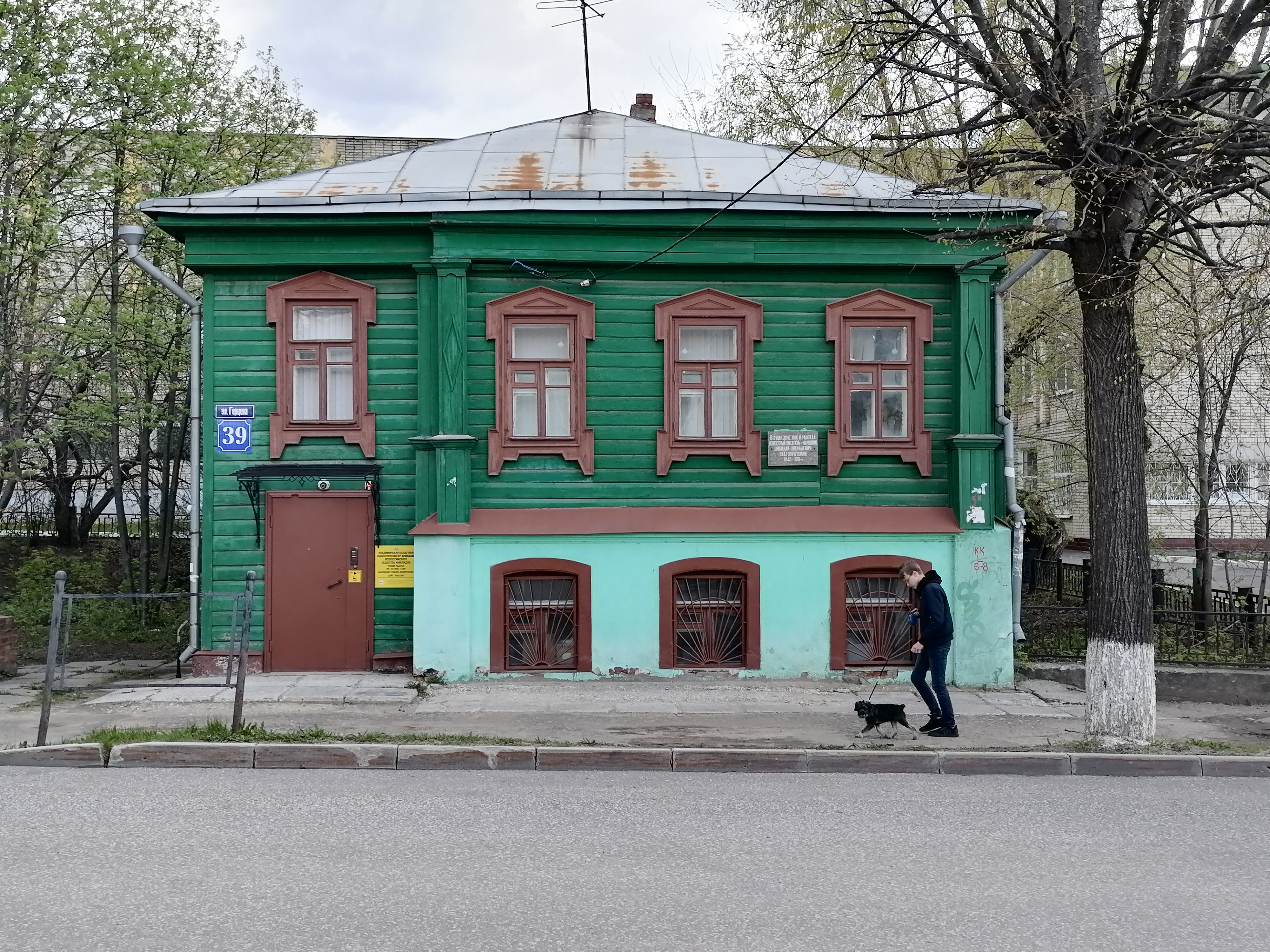
Дом Златовратского во Владимире. Ул. Герцена, 39

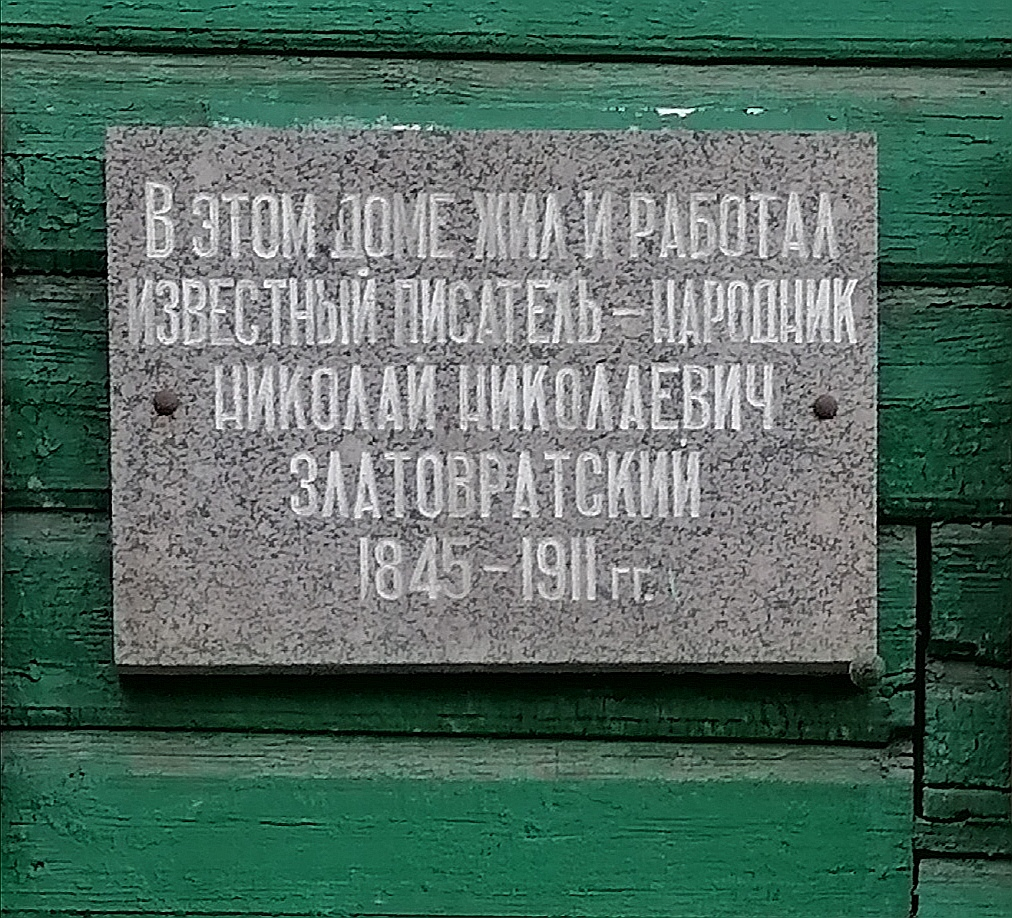

- Именем Николая Златовратского названа одна из улиц в исторической части города Владимира[9].
- На доме Златовратских по адресу ул. Герцена, 39 во Владимире установлена мемориальная табличка[9].
- На здании бывшей Владимирской мужской гимназии установлена мемориальная табличка[9].